# Seznam současných nejvyšších představitelů pravoslavných církví
Toto je seznam současných nejvyšších představitelů pravoslavných církví.

## Východní pravoslavné církve

### Církev Konstantinopolského patriarchátu
- Bartoloměj I. - Arcibiskup Konstantinopole - Nové Říma a Ekumenický patriarcha

### Církev Alexandrijského patriarchátu
- Theodoros II. - Papež a patriarcha velkého města Alexandrie a celé Afriky

### Církev Antiochijského patriarchátu
- Jan X. - Patriarcha Antiochie a celého Východu

### Církev Jeruzalémského patriarchátu
- Theofilos III. - Patriarcha Svatého města Jerualém a celé Palestiny

### Bulharská pravoslavná církev
- Neofyt - Patriarcha Bulharska a Metropolita Sofie

### Moskevská pravoslavná církev
- Kirill - Patriarcha Moskvy a celé Rusi

### Srbská pravoslavná církev
- Porfirije - Patriarcha Srbska

### Rumunská pravoslavná církev
- Daniel - Patriarcha celého Rumunska

### Gruzínská pravoslavná církev
- Ilia II. - Katolikos-patriarcha celé Gruzie

### Kyperská pravoslavná církev
- Georgios III. - Arcibiskup Nové Justiniany a celého Kypru

### Pravoslavná církev Řecka
- Ieronymos II. - Arcibiskup Athén a celého Řecka

### Polská pravoslavná církev
- Sáva - Metropolita Varšavy a celého Polska

### Albánská pravoslavná církev
- Anastasios - Arcibiskup Tirany, Drače a celé Albánie

### Pravoslavná církev v českých zemích a na Slovensku
- Rastislav - Metropolita českých zemí a Slovenska

### Finská pravoslavná církev
- Leo - Arcibiskup Karélie a celého Finska

### Estonská apoštolská pravoslavná církev
- Stephanos - Metropolita Tallinnu a celého Estonska

### Ukrajinská pravoslavná církev v Kanadě
- Jurij - Metropolita Winnipegu a celé Kanady

### Ukrajinská pravoslavná církev v USA
- Antony - Metropolita Hierapolisu a nejvyšší představitel UPC v USA

### Korejská pravoslavná církev
- Ambrosios - Metropolita Koreje

### Církev Sinaje
- Damianos - Arcibiskup Hory Sinaj a Raithu

### Ruská pravoslavná církev v zahraničí
- Hilarion - Metropolita Východní Ameriky a New Yorku, nejvyšší představitel RPCVZ

### Pravoslavná církev v Americe
- Tichon - Metropolita celé Ameriky a Kanady

### Běloruská pravoslavná církev
- Pavel - Metropolita Minsku a Zaslavje, Exarcha celého Běloruska

### Ukrajinská pravoslavná církev Moskevského patriarchátu
- Onufrij - Metropolita Kyjeva a celé Ukrajiny

### Estonská pravoslavná církev Moskevského patriarchátu
- Kornelius - Metropolita Tallinnu a celého Estonska

### Lotyšská pravoslavná církev
- Alexandr - Metropolita Rigy a celého Lotyšska

### Moldavská pravoslavná církev
- Vladimir - Metropolita Kišiněva a celého Moldavska

### Japonská pravoslavná církev
- Daniel - Metropolita celého Japonska

### Pravoslavná archiepiskopie Ohrid
- Jovan VI. - Arcibiskup Ohridu a metropolita Skopje

## Orientální pravoslavné církve

### Arménská apoštolská církev
- Gagerin II. - Patriarcha Arménské apoštolské církve a katolikos všech Arménů

### Arménský patriarchát Konstantinopole
- Mesrob II. - Patriarcha Konstantinopole

### Arménský patriarchát Jeruzaléma
- Nourhan - Patriarcha Jeruzaléma

### Arménský katolikát Velkého stolce v Kilíkii
- Aram I. - Katolikos Kilíkie

### Britská pravoslavná církev
- Serafim - Primas Britské pravoslavné církve

### Francouzská koptská pravoslavná církev
- Athanasios - Primas Toulonu a celé Francie

### Koptská pravoslavná církev
- Theodoros II. - Patriarcha Alexandrie a papež Koptské pravoslavné církve

### Syrská pravoslavná církev
- Ignatius Aphrem II. - Patriarcha Antiochie a celého Východu

### Syrská jakobitská malankarská pravoslavná církev
- Baselios Thomas I. - Katolikos Východu a Metropolita Indie

### Malankarská pravoslavná církev
- Baselios Mar Thoma Paulose II. - Katolikos Východu a malankarský metropolita

### Malabarská nezávislá církev
- Hasyo Mar Baseliose Cyril - Metropolita malabarské nezávislé církve

### Malabarská církev Mar Thoma
- Joseph Mar Thoma - Metropolita Mar Thoma Valiya

### Etiopská pravoslavná církev
- Abune Mathias - Patriarcha a katolikos Etiopské pravoslavné církve

### Eritrejská pravoslavná církev
- Abune Dioskoros - Patriarcha Eritrejské pravoslavné církve

## Neuznané pravoslavné církve

### Turecká pravoslavná církev
- Eftim IV. - Patriarcha Turecké pravoslavné církve a arcibiskup Istanbulu

### Bulharská pravoslavná církev (alternativní synoda)
- Inokentij - Metropolita

### Evangelická pravoslavná církev
- Jerold Gliege - Biskup

### Černohorská pravoslavná církev
- Antonije - Metropolita

### Ukrajinská autokefální pravoslavná církev
- Makarius - Metropolita

### Ukrajinská pravoslavná církev Kyjevského patriarchátu
- Filaret - Metropolita